# Nicola Fiorenza
Nicola (Nicolò) Fiorenza (né autour de 1700 à Naples et mort le 13 avril 1764) est un violoniste et compositeur italien de l'époque baroque napolitaine.

## Biographie
Nicola Fiorenza fait ses études au Conservatoire S. Maria di Loreto, probablement dirigé par Francesco Barbella. En 1726, il est violoncelliste dans l'orchestre de la cour napolitaine, en remplacement de Francesco Alborea qui est parti à Vienne. Il obtient plus tard un emploi stable en tant que violoniste. À partir de 1758 il occupe le poste de premier violon de l'orchestre de la chapelle royale napolitaine, comme successeur de Domenico de Matteis.
En 1743 Nicola Fiorenza et quatre autres candidats également qualifiés sont en lice pour devenir chef de la classe des cordes au Conservatoire S. Maria di Loreto. La décision devait être prise par tirage au sort. Il est désigné et devient professeur de violon, alto et contrebasse de la classe de l'institut dirigé par Francesco Durante. À partir de 1760 des plaintes s'élèvent contre Fiorenza qui est accusé de menacer et de battre ses élèves, certains d'entre eux abandonnant leurs études. En conséquence la direction du Conservatoire est amenée à se séparer de lui en 1762.

## Contexte historique
L'activité musicale de Naples compte parmi les plus importantes dans l'Europe du XVIIIe siècle. Avec ses théâtres, ses académies, en particulier ses quatre conservatoires, la ville est un terrain fertile pour les musiciens et les artistes qui créent un remarquable style musical. En dépit de l'oubli dans lequel il est tombé, Nicola Fiorenza n'est pas inconnu de ses contemporains. Il reste peu de compositions de ce musicien au caractère difficile mais leur qualité et la forte personnalité qui en émane laissent deviner qu'il était un des plus intéressants de ceux vivant à Naples au début du XVIIIe siècle.

## Œuvres
L'héritage musical de Nicola Fiorenza se compose d'une trentaine de compositions traditionnelles écrites entre 1726 et 1736. On suppose cependant que durant la période où il enseigne au conservatoire, il compose plusieurs œuvres. Les pièces actuellement disponibles comprennent des sonates pour violon, des sonates en trio, des symphonies à cordes avec trois et quatre violons et des concerti solo pour divers instruments (dont deux concerti pour flûte). D'un point de vue stylistique, son œuvre se distingue par une grande liberté formelle où se remarquent de grands moments de lyrisme aux rythmes fortement contrastés, ce qui la situe entre le strict modèle des sonates d'églises de Corelli et l'œuvre plus rayonnante de Durante.